# Holsteinborg Birk
Holsteinborg Birk var et, en mindre  retskreds i Vestsjælland  fra 1725 til 1919.
Birket blev oprettet i tilknytning til Holsteinborg Gods.